# رامیل صفرف
رامیل صفرف (به ترکی آذربایجانی: Ramil Sahib oğlu Səfərov)، افسری محکوم و معترف به ارتکاب قتل از ارتش جمهوری آذربایجان است که در سال ۲۰۰۴ میلادی در بوداپست، گورگن مارگاریان، ستوانی ارمنی را با تبر در هنگام خواب به قتل رساند. صفراف در طول محاکمهٔ خود گفته بود که توهین افسر ارمنی به پرچم جمهوری آذربایجان و سابقه اشغالگری ارمنستان در اشغال یک پنجم اراضی جمهوری آذربایجان جنگ جمهوری آذربایجان با ارمنستان در سال ۱۹۹۰ میلادی، دلیل اصلی کشتن مارگاریان بوده‌ است، که برای این ادعا هیچ شاهدی در دادگاه آورده نشد.
این دو در حال آموختن زبان انگلیسی در مجارستان بودند. مجارستان در سال ۲۰۱۲ صفراف را برای سپراندن ادامهٔ دورهٔ زندانش در جمهوری آذربایجان، بدان کشور مسترد کرد؛ اما پس از بازگشت وی به جمهوری آذربایجان، و بعد از به زمین نشستن هواپیمای حامل رامیل صفر اف وی در فرودگاه باکو مورد عفو الهام علی‌اف، رئیس جمهوری آذربایجان، قرار گرفت و نماینده ویژه ریاست جمهوری فرمان آزادی رامیل صفر اف را برای وی قرائت کرد. وزیر دفاع جمهوری آذربایجان در طی مراسم رسمی وی را از درجه سروانی به درجه سرگردی ارتقاء درجه داد و نیز درآمدی که در طول ۸ سال حبس در مجارستان از دست داده بود را نیز به وی پرداخت و وزارت دفاع جمهوری آذربایجان منزلی مسکونی به او هدیه کرد و در وزارت دفاع برای او سمتی اعطا شد.
رامیل همچنین به همراه صدها نفر از مردم و بعضی نمایندگان مجلس از مزار کشتگان جنگی جمهوری آذربایجان در «خیابان شهدای باکو» دیدن کرد و نسبت به ایشان ادای احترام کرد و بعد از آن در برای ادای احترام به حیدر علی‌اف، رئیس جمهور پیشین جمهوری آذربایجان در قبرستان فخری حاضر شد.
بنا بر خبرگزاری‌های جمهوری آذربایجان، خانهٔ پدری صفرف برای چندین روز شاهد حضور گستردهٔ مردم جمهوری آذربایجان برای دیدار با وی و تبریک به خانواده وی بود. این خبرگزاری‌های آورده‌اند بسیاری از مؤمنین و افراد دیندار در جمهوری آذربایجان، در پی شنیدن خبر آزادی رامیل در مساجد نماز شکر بر جای آوردند. وزرات امنیت جمهوری آذربایجان مدعی ‌است به‌سبب تهدید برخی گروه‌های ارمنی همچو «آسالا» نسبت به ترور وی، مجبور به محافظت از جان وی شده‌است.
ارمنستان، که بارها از طرف مجارستان تضمین برنگرداندن او را دریافت کرده بود، به روابط خود با مجارستان پایان بخشید. صدها ارمنی در مقابل کنسولگری مجارستان در ایروان تجمع کرده، پرچمش را به آتش کشیدند و به سوی آن تخم مرغ پرتاب کردند.
مقام‌های مجاری گفته‌اند بازگرداندن صفرف به کشورش تنها پس از دریافت تضمین از دولت جمهوری آذربایجان درباب اجرای حکمش و گذارندن ادامهٔ دوره محکومیتش در زندان صورت گرفته ‌است.
ویکتور اوربان، نخست وزیر مجارستان گفته‌است که کشورش مطابق قوانین بین‌المللی عمل کرده‌است و اتهام هرگونه معاملهٔ مخفیانه با باکو را رد کرده‌است.
این درحالی‌است که یک هفته پیش از تحویل صفرف به جمهوری آذربایجان، خبرگزاری رویترز گزارش کرده بود که دو کشور بر سر وامی دو، سه میلیارد یورویی از طرف جمهوری آذربایجان به مجارستان مذاکره کرده بودند.
روسیه تصمیم جمهوری آذربایجان مبنی بر عفو صفرف را محکوم کرده‌است.